# 토마 상카라
토마 이지도르 노엘 상카라(프랑스어: Thomas Isidore Noël Sankara, 1949년 12월 21일 ~ 1987년 10월 15일)는 부르키나파소의 마르크스-레닌주의 혁명가로 1983년부터 1987년까지 부르키나파소 대통령으로 재임했다. 카리스마 있는 혁명의 아이콘으로서 지지자들에게는 "아프리카의 체 게바라"라고 불리기도 했다.
상카라는 1983년 부정부패와 프랑스 식민지 시절의 잔재 일소를 내세워 대중의 지지를 받은 쿠데타를 일으켜 33세의 나이로 권력을 장악했다. 이후 그는 아프리카 대륙 사상 가장 야심찬 사회경제 개혁안을 실시했다. 상카라는 나라 이름까지 오트볼타에서 부르키나파소로 바꾸면서 개혁에 대한 의지를 천명했다. 그의 대외정책은 반제국주의를 중점으로 하였다. 상카라 내각은 해외원조를 멀리하고 국가부채 삭감을 요구했으며, 모든 토지와 광물 자산을 국유화하면서 국제통화기금과 세계은행의 영향력을 회피했다. 상카라의 국내 정책은 기아 예방과 농업 자립, 토지 개혁, 국가 단위의 문맹 퇴치 운동 같은 교육사업, 2백 5십만 명의 아동에게 뇌수막염, 황열병, 홍역 예방접종을 놓는 등의 공공의료사업 등이 있었다. 그 외에도 사헬의 사막화를 막기 위해 나무 1천만 그루를 심겠다는 정책과 봉건 지주들의 토지를 농민들에게 분배하여 밀 생산량을 두 배로 높이겠다는 정책, 농촌지역의 인두세 유예, 국가 통합을 위한 도로와 철도 건설 등이 상카라 내각의 주요 아젠다로 사용되었다. 상카라는 지역 단위에서는 모든 촌락들을 일일이 방문하면서 진료소를 건설했고 350여 개 이상의 공동체에 학교를 건설토록 했다. 또한 그는 여성의 권리 옹호를 약속했으며 여성할례, 강제결혼, 일부다처제를 불법화하고 내각 고위직에 여성을 임명했으며 임신한 여성도 직장과 학교에 나오라고 독려했다.
이러한 급진적인 사회 변혁을 이루기 위해 상카라는 국가 전체에 권위주의적 통치를 실시했으며, 노동조합과 자유언론을 자신의 계획에 방해가 된다고 판단하여 금지시켰다. 또한 체 게바라, 알베르트 바요, 카밀로 시엔푸에고스 피델 카스트로의 쿠바 혁명의 열혈한 지지자인 상카라는 쿠바식의 혁명수호위원회(CDRs)를 만들기도 했다.
아프리카의 자립을 목적으로 한 상카라의 혁명적 정책들은 곳곳에서 초과 달성을 이루어내면서 아프리카의 많은 빈자들에게 그가 우상적 존재로 자리잡게 만들었다. 상카라는 부르키나파소의 빈곤층 대부분에의 지지를 유지했으나, 그의 정책들은 수는 적지만 강력한 중산층들과 부족 군장들의 기득권을 침해하였고, 그들의 반감을 샀다. 또한 프랑스와 그 동맹국인 코트디부아르 역시 상카라의 부르키나파소에 적대적이었다. 그 결과 상카라는 1987년 10월 15일 미국과 서방 세력의 후원을 받던 블레즈 콩파오레가 주도한 쿠데타에 의해 실각하고 살해당했다.